# Europees kampioenschap zeilwagenrijden 1988
Het Europees kampioenschap zeilwagenrijden 1988 was een door de Internationale Vereniging voor Zeilwagensport (FISLY) georganiseerd kampioenschap voor zeilwagenracers. De 26e editie van het Europees kampioenschap vond plaats in het Duitse Borkum. 

## Uitslagen
| klasse     | Goud                   | Zilver              | Brons                |
| ---------- | ---------------------- | ------------------- | -------------------- |
| Klasse 2   | Eric Engelbrecht       | Pascal Demuysere    | Serge Asseman        |
| Klasse 3   | Bertrand Lambert       | Garreth Rowland     | Xavier Wyckmans      |
| Klasse 5 ♂ | Jean Philippe Krischer | Olivier Imbert      | Christian Deffrennes |
| Klasse 5 ♀ | Christine Touati       | Carole Saint Venant | Haley Thompson       |

1963 ·
1964 ·
1965 ·
1966 ·
1967 ·
1968 ·
1969 ·
1970 ·
1971 ·
1972 ·
1973 ·
1974 ·
1975 ·
1976 ·
1977 ·
1978 ·
1979 ·
1980 ·
1981 ·
1982 ·
1983 ·
1984 ·
1985 ·
1986 ·
1987 ·
1988 ·
1989 ·
1990 ·
1991 ·
1992 ·
1993 ·
1994 ·
1995 ·
1996 ·
1997 ·
1998 ·
1999 ·
2000 ·
2001 ·
2002 ·
2003 ·
2004 ·
2005 ·
2006 ·
2007 ·
2009 ·
2010 ·
2011 ·
2013 ·
2015 ·
2016 ·
2017 ·
2019 ·
2020 ·